# Аксори
Аксо́ри (каз. Ақсоры) — село у складі Ордабасинського району Туркестанської області Казахстану. Входить до складу Торткольського сільського округу.
Населення — 233 особи (2021; 208 у 2009, 163 у 1999, 139 у 1989).